# Lucien Rodriguez
Pour les articles homonymes, voir Rodriguez.
Lucien Rodriguez est un boxeur français né le 13 décembre 1951 à Casablanca, Maroc. 

## Biographie
Dans les traces de son père François Rodriguez, dirigeant d'une salle Porte de Clignancourt, Lucien commence sa carrière au Red Star Olympique Audonien. Managé par José Jover, il combat dans la catégorie poids lourds et devient champion de France et champion d'Europe en 1977 et 1978.
Le 27 mars 1983, il affronte à Scranton le champion du monde WBC Larry Holmes. Malgré la différence de poids, de taille et d'allonge, Rodriguez parvient à résister pendant les 12 reprises mais s'incline nettement aux points. Pour son courage, il est médaillé de l'Académie des sports la même année.

## Palmarès
- Champion d'Europe poids lourds en 1977 face au belge Jean-Pierre Coopman. Titre perdu face à l'espagnol Alfredo Evangelista à 3 reprises puis reconquis à Paris le 26 novembre 1981 et conservé jusqu'au 9 novembre 1984 à Copenhague face au norvégien Steffen Tangstad. Au total, 9 combats victorieux, titre européen en jeu.
- Champion de France poids lourds en 1978, 1979, 1980 et 1981.